# Piabuna pallida
Espèce
Piabuna pallida est une espèce d'araignées aranéomorphes de la famille des Phrurolithidae.

## Distribution
Cette espèce est endémique du Nouveau-Mexique aux États-Unis,.

## Description
Le mâle holotype mesure 1,53 mm.

## Publication originale
- Chamberlin & Ivie, 1935 : Miscellaneous new American spiders. Bulletin of the University of Utah, vol. 26, no 4, p. 1-79 (texte intégral).